# Distretto di Kale (Denizli)
Il distretto di Kale (in turco Kale ilçesi) è uno dei distretti della provincia di Denizli, in Turchia.